# Albert van Assen
Albert van Assen (Hasselt (Overijssel), 1 november 1940 - Walik, 12 januari 2006) was een Nederlands bedrijfskundige, organisatieadviseur en emeritus hoogleraar aan de Radboud Universiteit Nijmegen, die een bijdrage heeft geleverd tot een verdere uitdieping van de sociotechniek in Nederland.
Van Assen promoveerde in 1971 aan de Radboud Universiteit Nijmegen op het proefschrift Tracking behavior tracked. Na zijn studie bleef hij aan de universiteit verbonden bij de vakgroep psychologie van arbeid & organisatie van het Psychologisch laboratorium. In 1990 werd hij hier deeltijdhoogleraar met de inaugurale rede Technologie en personeelsbeleid: de draad van Ariadne in het technisch labyrint. Hij was verder werkzaam als senior managementconsultant bij de ING Bank.

## Publicaties
- 1971. Tracking behavior tracked. Proefschrift Nijmegen. Uitgeverij Schippers.
- 1979. Werkbeleving en werkstrukturering. Met Friso den Hertog
- 1979. Organisatie-ontwerp en de speelruimte voor werkoverleg en werkstrukturering
- 1980. Organiseren met een menselijke maat. Met Friso den Hertog en Paul Koopman (red.). Samson. ISBN 90-14-02835-0
- 1980. Humanisering van de arbeid. Met C. de Galan ea. (red). Van Gorcum. ISBN 90-232-1653-9
- 1988. Methodologie van ontwerpgericht onderzoek : een verkenning ten behoeve van het onderzoekstimuleringsprogramma Technologie, Arbeid en Organisatie. ISBN 90-346-1579-0
- 1993. Veertig-plussers in de onderneming. Met J.G. Boerlijst en B.I.J.M. van der Heijden. Van Gorcum. ISBN 90-232-2650-X

- International Standard Name Identifier: 0000 0000 2501 1014
- Library of Congress Control Number: n81010607
- Nederlandse Thesaurus van Auteursnamen: 068350953
- Système universitaire de documentation: 083924256
- Virtual International Authority File: 45614538
- WorldCat: E39PBJcKMckkRHhBX9qd7QtBT3